# Piter Esberg
Piter Esberg, född 1964 i Göteborg, uppvuxen på Hisingen, är en före detta allsvensk fotbollsspelare.
Esberg blev svensk mästare med Örgryte IS 1985. Han värvades 1987 till Division 2-klubben Helsingborgs IF men tvingades avsluta sin karriär i Helsingborg efter en knäskada 1991. Han är numera pensionerad f.d brandman.
År 1987 blev Piter Esberg utsedd till årets HIF:are.